# SZD
SZD (pour Szybowcowy Zaklad Doswiadczalny - Établissement d’Expérimentation des Planeurs) est la principale entreprise de production de planeurs en Pologne, sise à Bielsko-Biała, près de la frontière avec la République Tchèque.

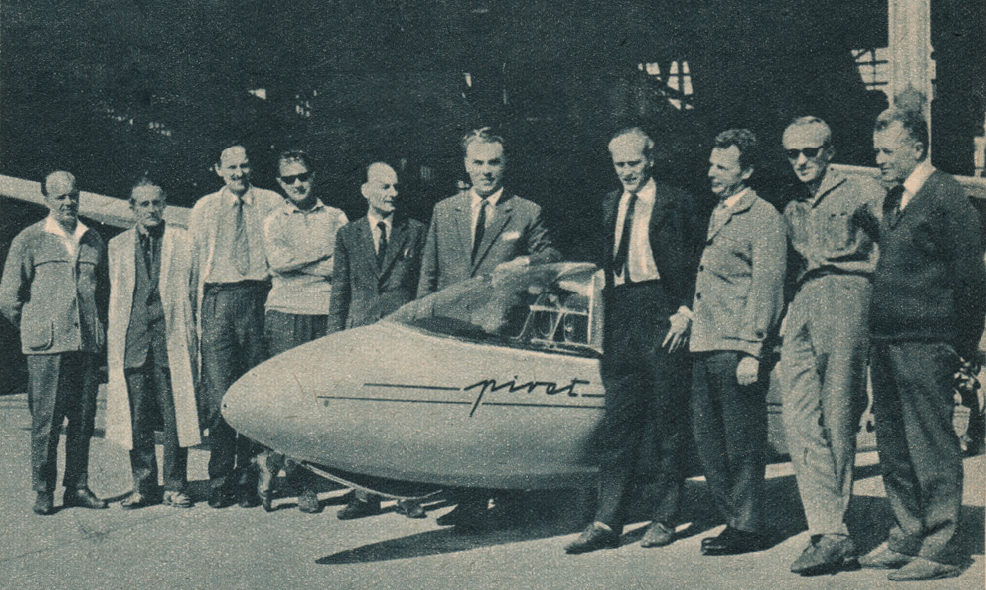
Constructeurs SZD. De gauche à droite: Władysław Okarmus, Marian Gracz, Jan Dyrek, Jerzy Śmielkiewicz, Józef Niespał, Władysław Nowakowski, Zbigniew Badura, Jerzy Trzeciak, Bogumił Szuba et Roman Zatwarnicki

C’est dans cette usine que la plupart des planeurs polonais d’après-guerre ont été conçus et produits.